# Sevastopol' (nave da battaglia 1911)
La nave da battaglia Sevastopol' è stata un'unità della Marina imperiale russa con cui prese parte alla prima guerra mondiale e successivamente della Marina Sovietica, in cui rimase in servizio fino al 1957 dopo essere stata ribattezzata Parižskaja Kommuna, prendendo parte alla seconda guerra mondiale.

## Sevastopol'
La nave fu costruita nei cantieri dell'Ammiragliato di San Pietroburgo a inizio nel 1909; varata nel 1911 fu battezzata Sevastopol', in ricordo dell'assedio della città durante la guerra di Crimea. La nave, entrata in servizio il 30 novembre 1914, raggiunse Helsingfors e fu assegnata nella primavera del 1915 alla 1ª squadra da battaglia della Flotta del Baltico, effettuando numerose uscite in mare con le unità gemelle della classe Gangut Petropavlovsk e Gangut.
In seguito al trattato di Brest-Litovsk stipulato tra la Russia e gli Imperi centrali il 3 marzo 1918, che imponeva ai sovietici di evacuare le basi in Finlandia la nave il 12 marzo 1918 con le altre unità della Flotta del Baltico, scortate dai rompighiaccio Ermak e Volynec vista la spessa patina di ghiaccio nel golfo di Finlandia, lasciarono Helsinki prendendo parte alla cosiddetta crociera del ghiaccio raggiungendo Kronštadt il 17 marzo.

## Parižskaja Kommuna
La nave dopo la rivoluzione russa e la guerra civile, in cui prese parte, nel 1919, alla difesa di Pietrogrado, il 3 marzo 1921 venne ribattezzata Parižskaja Kommuna (Парижская коммуна) nella ricorrenza del 50º anniversario della Comune di Parigi.

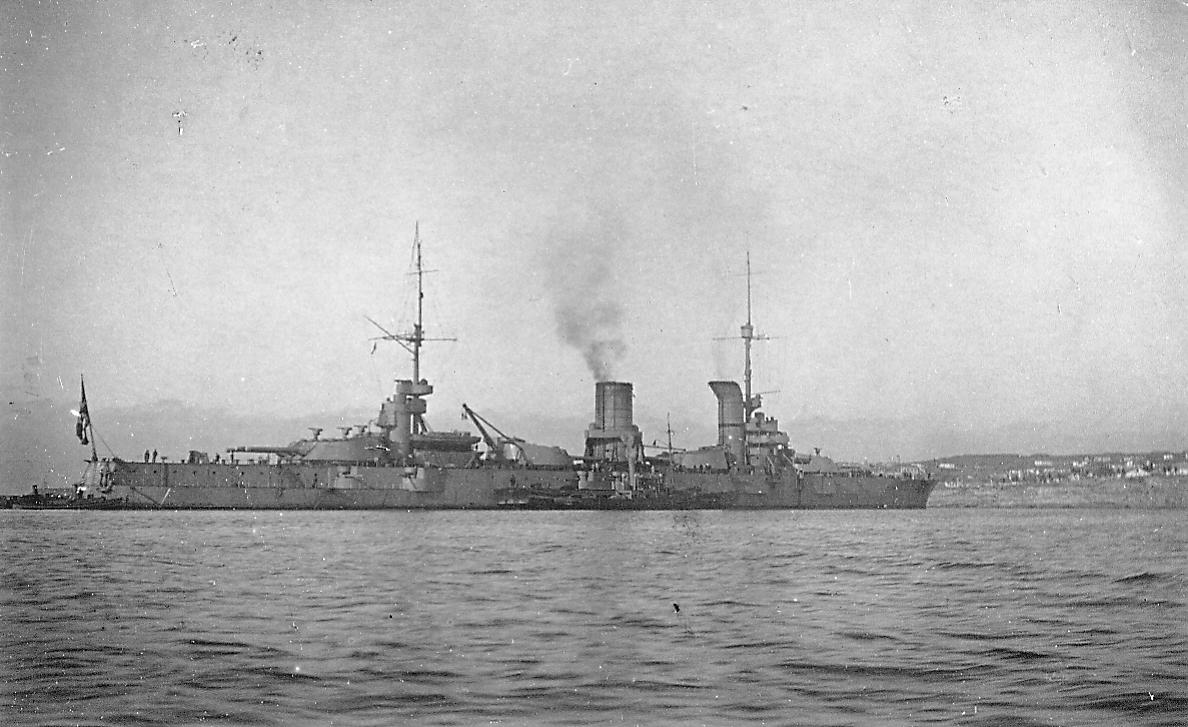
La corazzata dopo la ricostruzione

Nel 1929 la nave venne assegnata alla Flotta del Mar Nero, che aveva perduto tutte le corazzate in seguito alla rivoluzione e alla guerra civile, andando a ricoprire a partire dal 18 gennaio 1930 il ruolo di ammiraglia della Flotta del Mar Nero.
Tra il 1933 ed il 1938 venne sottoposta a radicali lavori di ammodernamento nel cantiere di Sebastopoli.
Nel corso della seconda guerra mondiale prese parte durante gli anni 1941 e 1942 alla difesa di Sebastopoli e quando la città il 18 dicembre 1942 venne occupata dai tedeschi, bombardò le postazioni tedesche distruggendo 13 carri armati 8 cannoni e vari veicoli terrestri e nel corso di una di queste azioni venne danneggiata da un attacco aereo della Luftwaffe, andando poi a ripararsi nel porto di Poti, in Georgia sul Mar Nero e in ricordo della difesa della città, nel 1943 la nave tornò nuovamente a chiamarsi Sebastopol' e l'8 luglio venne decorata con l'Ordine della Bandiera rossa.
Nel corso del conflitto, nella primavera del 1942 al comando dell'unità venne destinato Jurij Zinov'ev (in russo: Юрий Зиновьев) che aveva iniziato la sua carriera come semplice marinaio durante il primo conflitto mondiale e nel secondo conflitto mondiale aveva comandato l'incrociatore Molotov; dopo il conflitto nel 1949 venne designato al comando della corazzata Giulio Cesare, che l'Unione Sovietica aveva ottenuto dall'Italia dal trattato di pace in conto riparazione danni di guerra, ma giunto nella base di Augusta a inizio gennaio 1949 non fece in tempo ad assumere il comando perché il 19 gennaio, pochi giorni prima che la nave gli fosse consegnata, morì pert un attacco cardiaco e fu sostituito dal Capitano di 1° rango Boris Beljaev.
Nel dopoguerra la nave fu sottoposta a lavori di riparazione restando in servizio fino al 1956, quando venne radiata e demolita nel 1957. Nel 1951 il comando della nave era stato affidato a Semën Michailovič Lobov, che nel 1970 avrebbe conseguito il grado di ammiraglio della Flotta.